# Stictolobus minuta
Stictolobus minuta är en insektsart som beskrevs av William D. Funkhouser. Stictolobus minuta ingår i släktet Stictolobus och familjen hornstritar. Inga underarter finns listade i Catalogue of Life.